# Джудекка
Джудекка (італ. Giudecca) — найширший і найближчий до Венеції острів, відділений від неї каналом делла Джудекка (Canale della Giudecca), який колись називали канал Вігано (Canale Vigano). Стара назва острова — «Spina Lunga» (довга риб'яча кістка) виникла, імовірно, через його своєрідну форму. В тлумаченні походження сучасної назви єдиної думки нема. Одні стверджують, що вона походить від Giudei (юдеї), оскільки тут до 1516, часу заснування венеційського гетто, жили євреї.
Інші говорять, що назва походить від слова Zudega (судити), тому що в IX ст. землі острова були розділені між повсталою знаттю. Район складається з 8 острівків із загальною набережною зі сторони каналу. Другу сторону займають сади і городи.